# Live and Learn (canción de The Cardigans)
«Live and Learn» es una canción del grupo sueco de rock The Cardigans y el tercer y último sencillo de su quinto álbum de estudio Long Gone Before Daylight. Fue publicado en diciembre de 2003, siendo sus componentes Peter Svensson, quien desarrolló la melodía, y la cantante Nina Persson, encargada de la letra. La canción fue usada en series televisivas como Anatomía de Grey y en Scrubs. La canción tiene como mensaje la idea directa sobre el amor y el aprendizaje que se adquiere durante la vida, y que pese a los baches encontrados hay que seguir y continuar, aprendiendo de todo ello.
Hay un videoclip de la canción, grabado durante la gira del grupo para promocionar su disco, en el que el montaje final son varias escenas del grupo durante los conciertos y en el backstage.